# 冰岛热点

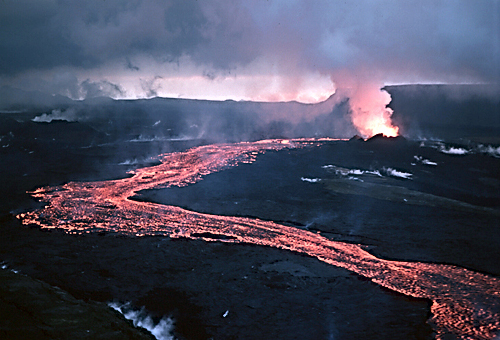
克拉布拉火山爆发，1984 年

冰岛活火山地区图

冰岛热点是一个地质学热点，也是附近地區頻繁的火山活動之成因之一。這些火山活动导致了冰岛的形成。

## 描述
冰島周邊是世界上火山活動最頻繁的地區之一，平均每三年就會有一次爆發（在二十世紀裡，冰島上及其附近的火山就爆發了39次）。而在有紀錄的歷史中，大約三分之一的玄武岩熔岩都是由冰島火山爆發產生。其中比較有名的爆發包括公元934年卡特拉火山的埃爾加火山裂縫大爆發（其為史上最大型的玄武岩熔岩大噴發）和公元1783年的拉基火山爆發（史上第二大）。另外，也有數次在冰冠下的爆發引起了破壞性的冰湖溃洪，最近的一次是2010年的埃亞菲亞德拉爆發。
冰島處於大西洋中洋脊之上，受到歐亞大陸板塊與北美洲板塊各自的反方向拉扯，是區內頻繁火山活動的原因之一。但大西洋中洋脊的其他部分多屬海平面之下之海底山脈，只有冰島能發展成一獨立島嶼，代表其必定有額外的形成原因。
科學家相信，在冰島周邊地幔較其他地方高溫，同時含更大量水氣。含水氣的岩漿的融化溫度較低，可能是冰島地區成為火山活動熱點的原因。

## 熱點形成的各派論說
對於冰島熱點的成因是由地下深層熱柱所引起，還是有較淺層的其他因素，一直存在爭議。
有些地質學家懷疑冰島熱點可能與其他地質學熱點（比如夏威夷熱點）有不一樣的起源。在夏威夷-天皇海山鏈，太平洋板塊的運動軌跡可以從該地區火山的時序排列推出，而冰島卻缺乏此等軌跡。
有人則認為自格里姆火山至敘爾特塞島的山鏈反映了歐亞大陸板塊的運動軌跡。而自格里姆至斯奈山半島火山帶的山鏈則是北美洲板塊運動的表徵。

### 熱柱假說
有學者認為冰島下面存在地函熱柱，而地質學熱點則是熱柱在地面上的表徵。熱柱造成的熱對流加強了受板塊拉扯引起的火山活動，並影響了冰島中部地區及火山地域西南部的雷恰角半岛。一般相信熱柱範圍比較狹窄，約寬100公里，但可延伸至地表下至少400-650公里，甚至深入地幔與地核的邊界。
研究指出冰島熱點的溫度可能只比周邊地區高50-100K，故不一定能產生上升性的熱柱。
而冰島缺乏像夏威夷-天皇海山鏈一樣順次形成的火山鏈，可能是由於地函熱柱長時期在格陵蘭剛塊之下的緣故。

### 註解
1. ↑  Foulger 2005.
2. ↑  Morgan & Morgan 2009.